# Markus Knapp
Markus Knapp (* 1954 in Lambrecht/Pfalz) ist ein deutscher katholischer Fundamentaltheologe.

## Biografie

### Studium
Markus Knapp studierte von 1973 bis 1978 in Frankfurt/Main Katholische Theologie an der Philosophisch-Theologischen Hochschule Sankt Georgen sowie Soziologie an der Johann Wolfgang Goethe-Universität. Anschließend wechselte er zum Promotionsstudium an die Julius-Maximilians-Universität Würzburg, an der er 1983 mit einer Arbeit zur Möglichkeit einer theologischen Rezeption der Philosophie Theodor W. Adornos zum Dr. theol. promoviert wurde. Im Jahr 1992 habilitierte er sich dort mit einer Arbeit zur Reich-Gottes-Theologie im Dialog mit Jürgen Habermas’ Theorie des kommunikativen Handelns für das Fach Dogmatik und Dogmengeschichte.

### Lehre
Von 1995 bis 2000 war er Professor für Dogmatik an der Katholisch-Theologischen Fakultät der Ruhr-Universität Bochum. Im Jahr 2000 übernahm er dort den Lehrstuhl für Fundamentaltheologie bis zu seiner Pensionierung 2020. In seiner Forschung ist die Frage leitend, wie die Theologie ihre Begründungspflichten angesichts der Prämissen eines nachmetaphysischen Denkens zu erfüllen vermag. Als entscheidende Kategorie dient ihm dabei der Begriff der Anerkennung. Er wird zunächst im Rahmen einer Theologie der Ehe erprobt, bevor er dann zur Grundlage einer theologischen Denkform im Kontext der säkularen Moderne wird. Ermöglicht wird dies durch die Rezeption der philosophischen Anerkennungstheorie, die der Sozialphilosoph Axel Honneth ausgearbeitet hat. Eine solche anerkennungstheoretische Hermeneutik gestattet es schließlich, die philosophischen und theologischen Intuitionen Blaise Pascals aus der Formierungsphase der Neuzeit so zu reformulieren, dass sie sich angesichts einer fortgeschrittenen Moderne und ihrer Problemlagen neu als wegweisend erschließen.

## Tätigkeiten und Mitgliedschaften
- 1973 bis 1995: theologischer Verlagslektor des Echter Verlags
- 2001 bis 2011: beratendes Mitglied der Kommission XI. Ehe und Familie der  Deutschen Bischofskonferenz

## Schriften (Auswahl)

### Monographien
- "Wahr ist nur, was nicht in diese Welt paßt". Die Erbsündenlehre als Ansatzpunkt eines Dialoges mit Theodor W. Adorno, Würzburg 1983.
- Gottes Herrschaft als Zukunft der Welt. Bibeltheologische, theologiegeschichtliche und systematische Studien zur Grundlegung einer Reich-Gottes-Theologie in Auseinandersetzung mit Jürgen Habermas' Theorie des kommunikativen Handelns, (Bonner Dogmatische Studien 15), Würzburg 1993.
- Glaube - Liebe - Ehe. Ein theologischer Versuch in schwieriger Zeit, Würzburg 1999.
- Verantwortetes Christsein heute. Theologie zwischen Metaphysik und Postmoderne, Freiburg/Breisgau 2006.
- Die Vernunft des Glaubens. Einführung in die Fundamentaltheologie, Freiburg/Breisgau, Herder 2009, ISBN 978-3-451-30161-2.
- Herz und Vernunft - Wissenschaft und Religion. Blaise Pascal und die Moderne, Paderborn 2014.
- Weltbeziehung und Gottesbeziehung. Das Christentum in der säkularen Moderne - eine anerkennungstheoretische Erschließung, Freiburg/Breisgau 2020.

### Herausgeberschaften
- Zusammen mit Thomas Franke und Johannes Schmidt: Creatio ex amore. Beiträge zu einer Theologie der Liebe. Festschrift für Alexandre Ganoczy zum 60. Geburtstag, Würzburg 1989.
- Zusammen mit Theo Kobusch: Religion - Metaphysik(-kritik) - Theologie im Kontext der Moderne/Postmoderne, Berlin 2000.
- Zusammen mit Theo Kobusch: Querdenker, Visionäre und Außenseiter in Philosophie und Theologie, Darmstadt 2005.
- Zusammen mit Reinhard Göllner: Kirche der Zukunft - Zukunft der Kirche. Theologie im Kontakt 14, Berlin 2006.
- Zusammen mit Thomas Söding: Glaube in Gemeinschaft. Autorität und Rezeption in der Kirche, Freiburg im Breisgau 2014.

### Aufsätze
- Der Begriff des Geistes in der Philosophie Adornos und die christliche Rede vom Heiligen Geist, in: Theologie und Philosophie 61 (1986), 507–534.
- Die Theorie des kommunikativen Handelns als Denkmodell für den trinitarischen Gottesbegriff?, in: Schreiner/Wittstadt (Hg.): Communio Sanctorum. Einheit der Christen - Einheit der Kirche, Würzburg 1988, 323–337.
- Fundamentaltheologie als wissenschaftstheoretische Grundlegung der Theologie. Replik auf Jürgen Werbick, in: zu Schlochtern/Siebenrock (Hg.): Wozu Fundamentaltheologie? Zur Grundlegung der Theologie im Anspruch von Glaube und Vernunft, Paderborn 2010.
- Das Wirklichkeitsverständnis des Glaubens. Zur Frage der ontologischen Voraussetzungen der Theologie unter nachmetaphysischen Prämisse, in: Göcke/Pelz (Hg.): Die Wissenschaftlichkeit der Theologie. Theologie und Metaphysik, Münster 2019, 211–233.
- Konservativ und innovativ zugleich. Zur Logik kirchlich-theologischer Traditionsprozesse, in: Vokoun (Hg.): Traditionstheorie im Gespräch der Wissenschaften. Studien zur Traditionstheorie 13, Wien/Zürich 2019, 70–84.